# Mika Kuisma
Mika Kuisma, född 1967, död i bilolycka den 11 januari 1995 i Kristina, var en finländsk orienterare som tog VM-brons i stafett 1991 och 1993.